# Souks de Beyrouth
Les souks de Beyrouth constituent une attraction commerciale majeure du centre-ville de Beyrouth. Avec plus de 200 boutiques et magasins, c'est sans doute le plus grand et le plus dense des espaces de shopping de Beyrouth.
Les souks ont toujours été historiquement le cœur commercial de Beyrouth. Les souks ont subi des dommages sévères durant la guerre civile libanaise, mais ont été reconstruits par Solidere en conservant les noms et aspects historiques. Ils donnent rue Weygand.

## Histoire
Le centre-ville de Beyrouth est une zone rénovée et commerciale qui a subi de multiples transformations au fil du temps.

### L’évolution du centre-ville de Beyrouth
À partir de 1875, l’élite urbaine va moderniser le centre-ville de Beyrouth en y mettant en place diverses infrastructures (des voies de communication, l’établissement de services publics, …). L’Empire ottoman, quant à lui, va lui aussi aménager le vieux noyau historique de la ville en modifiant les modes de production, d'organisation de l’espace urbain et donc le fonctionnement de l’État libanais. Ces mesures-là vont ainsi mener à la disparition de plusieurs monuments historiques, mais aussi de plusieurs bâtiments et architectures typiquement arabes.
À partir de 1923, le mandat francais, pour « légitimer son occupation » va entreprendre au centre-ville de Beyrouth un vaste projet de destruction du patrimoine urbain libanais intitulée « Beyrouth pour 5 ans » pour y « greffer les idées urbanistiques de la France». Ainsi, après que le Service des Antiquités est formé et que le Musée national de Beyrouth a ouvert ses portes, certains administrateurs français refusent de mettre en avant et de s’intéresser aux vestiges arabes du patrimoine libanais, tandis que d'autres au contraire considèrent avec intérêt ses richesses architecturales, pour la majorité symbolique de l’époque ottomane coloniale qu'ils préservent. Cependant, certains bâtiments disparaissent dans le processus d'urbanisation et d'assainissement d'une ville jusqu'alors insalubre.
La guerre civile, qui éclate en 1975, va aussi causer de nombreuses destructions au cœur de Beyrouth : en effet, le centre-ville sera le principal champ de bataille entre les deux armées ennemies et sera le symbole de la fureur et de la violence des combats et aussi des lourdes pertes humaines, économiques et patrimoniales engendrées par la guerre.    

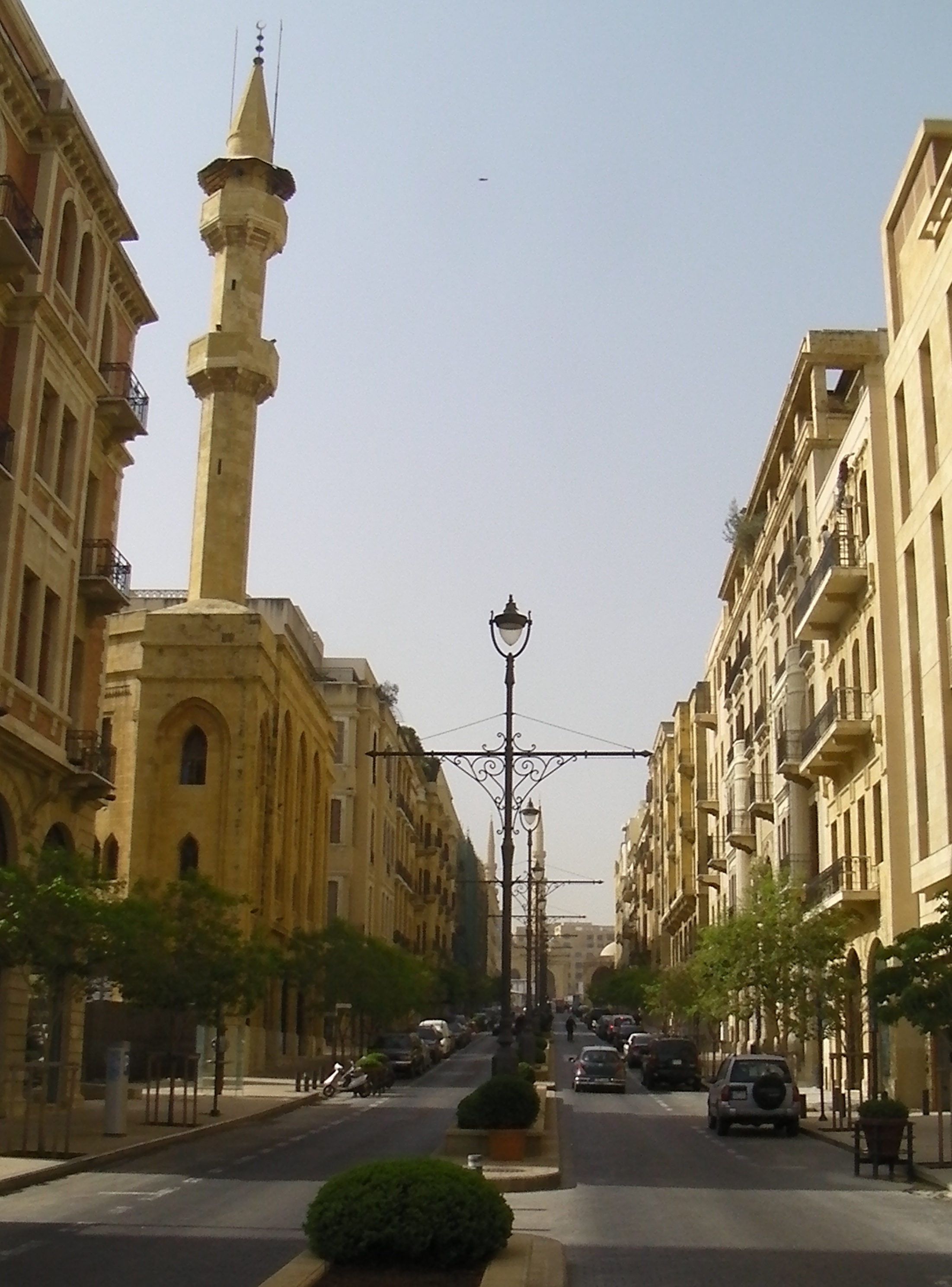
Le centre-ville de Beyrouth réaménagé par Solidere.

### La reconstruction du centre ville de Beyrouth (au XXIe siècle)

#### Les objectifs du projet
Le projet de reconstruction du centre obéit à deux objectifs principaux :
- Sur le plan social, il consiste à recréer un endroit dont le principe serait de redonner vie aux habitudes libanaises passées, de ressusciter un sentiment d’appartenance national aux libanais, de recréer ce que l’on appelle «le vivre-ensemble ».
- Sur le plan économique, il s’agit de mettre à disposition d’autrui des services qui pourront favoriser leurs besoins collectifs et personnels et rendre Beyrouth plus attractive pour de futurs habitants et agents économiques et la placer à l’échelle de la concurrence mondial. Il s’agit de créer « un pôle régional tourné vers la finance, les affaires et le tourisme ».

#### La prise en charge de ce projet
Solidere, une société privée, a été chargé de réaliser un vaste plan de modernisation du centre-ville autour de grandes infrastructures commerciales. La société a pour mission de réaliser des travaux sur un espace dont la superficie n’excède pas les 4,7 millions de m², qui devraient s’achever en 2043.

#### Les actions et réalisations de Solidere
Il s’agit de cibler le secteur tertiaire et de mettre en place des services luxueux, attirant ainsi une population de classe moyenne et aisée, sachant que 40% des surfaces sont consacrés au secteur résidentiel. De même, des bureaux de travail et des centres commerciaux ont remplacé les souks traditionnels. Solidere utilise, pour atteindre tous ces objectifs, le recyclage : ils ont déjà exploité et traité les ordures rejetées dans la baie durant la guerre civile et ont construit une énorme plateforme marine, visant à étendre le centre-ville : Le BIEL. La première phase du projet a duré de 1994 à 2004. La principale réalisation a été la réhabilitation du quartier du mandat français. Des rues piétonnes ont été créées dans les quartiers Foch-Allenby et Maarad, aux alentours de la place de l’Étoile. De nombreux restaurants, hôtels et commerces ont ouvert leurs portes. Enfin, plusieurs immeubles d’habitation ont été réhabilités ou bien reconstruits dans les quartiers résidentiels d’Abou Jamil et de Saïfi. La deuxième phase a débuté en 2005 et devrait s’achever en 2030. Les aménagements gagnent le front de mer. Jusqu’à maintenant, Solidere a fini d’aménager seulement le port de plaisance « Zaitunay Bay », à l’Ouest du centre-ville. Construit selon des principes touristiques et immobiliers, se trouvent tout au long de la baie divers restaurants caractérisés chacun par ses nourritures d’origines différentes (spécialités libanaises, françaises, américaines, etc.). Au bord de la côte, nous retrouvons aussi de longs bâtiments modernes et une grande marina, pouvant accueillir plus de 100 bateaux. Mais bien que le déroulement du projet paraisse bien facile, de nombreux obstacles se mettent en travers du chemin de Solidere.

#### Un projet en marche, mais lent
La concession, au départ limitée à 25 ans, a été prolongée de 10 ans. Par ailleurs, une grande partie des terrains restent en attente d’investissements et sont utilisés comme parkings ou activités temporaires. De plus, Solidere n’a pas encore confirmé les futurs projets tournant autour du remblai de 64 ha, construit sur la mer à partir des ordures rejetées dans la baie, leur ayant coûté 230 millions de dollars.

#### Problèmes économiques: des indemnisations insuffisantes
Soutenu par l’État, Solidere entreprend une campagne d’expropriation des terrains détenus par les propriétaires du centre-ville. En échange, les propriétaires peuvent devenir actionnaires de Solidere. Mais contrairement aux attentes, les remboursements sont jugées insuffisants. Pour la réalisation de travaux visant au secteur tertiaire, le projet a mené à la privatisation de plusieurs espaces publics comme par exemple la place des Martyrs. L’association citoyenne « masha3 », qui subsiste jusqu’à maintenant, a dénoncé et s’est opposée à la progressive privatisation de la baie.

#### La destruction du patrimoine historique
Le plan initial imposé par Solidere a provoqué la démolition de plusieurs bâtiments anciens et traditionnels du XIXe siècle. Plusieurs villas de style ottoman et vénitien de cette époque, mais aussi plusieurs maisons au style colonial datant du mandat français ont été détruites par Solidere. Des associations de défense du patrimoine architectural ancien telles que « Save Beirut Heritage » (organisation fondée en 2010) se sont alors formées. Y. Bou Melhem (porte-parole de l’organisation « Save Beirut Heritage ») défend ses intérêts en disant : « Beyrouth a plus été défigurée et détruite en temps de paix qu’en temps de guerre ». Ainsi, elle arrive à conserver 240 maisons beyrouthines (à la place de l'Étoile, mais aussi à l’ouest et au nord du centre-ville), sur les 2 400 maisons inscrites à la liste nationale du patrimoine à préserver de 1986.

#### Le mixité sociale menacée au péricentre
Le projet en visant à moderniser et à reconstruire le centre-ville a visé aussi à attirer une population de classe moyenne et même de classe supérieure (pouvoir d’achat élevé). En effet, en envisageant de construire sur la côte de nombreux gratte-ciels, ce projet a eu pour effet d’augmenter le prix de l’immobilier et de repousser les populations pauvres. Ce qui a abouti à l’apparition d’une sorte de discrimination sociale, mais aussi à des inégalités démographiques et géographiques entre les quartiers pauvres et riches qui se sont formés au fur et à mesure. Brunot Marot (administrateur de l'entreprise Gie les Vins de la Vallée des Rois qui a été créée en 2007. Son activité principale est le commerce de détail de boissons en magasin spécialisé) et Serge Yazigi (architecte-urbaniste et enseignant à l’Académie libanaise des beaux-arts (ALBA) et à l’université Saint-Joseph (Beyrouth). Il est le fondateur et le directeur de l’observatoire urbain académique « Majal » (IUA-ALBA, université de Balamand). Ses travaux et son activité professionnelle sont tournés vers les projets de reconstruction et les enjeux de régénération urbaine au Liban et au Proche-Orient), qui se sont intéressés au cas du centre-ville, prévoient l’extension de ce phénomène de « gentrification » dans les quartiers péricentraux, repoussant toujours plus loin les populations pauvres. Zokak el-Blat, quartier situé au Sud du centre-ville, connu pour sa pauvreté mais à la fois bien reconnu pour la qualité des services qu’il abrite, a été l’un des quartiers ciblés par les aménagements prévus par Solidere et a fait partie des quartiers dont la mixité sociale fut mise en danger.

## Boutiques
Les souks de Beyrouth contiennent plus de 200 boutiques.